# مرسيليائية هوائية
مرسيليائية هوائية (الاسم العلمي: Massilia aerilata) هي نوع من البكتيريا، سلبية الغرام، تتبع المرسيليات.